# هلند آی

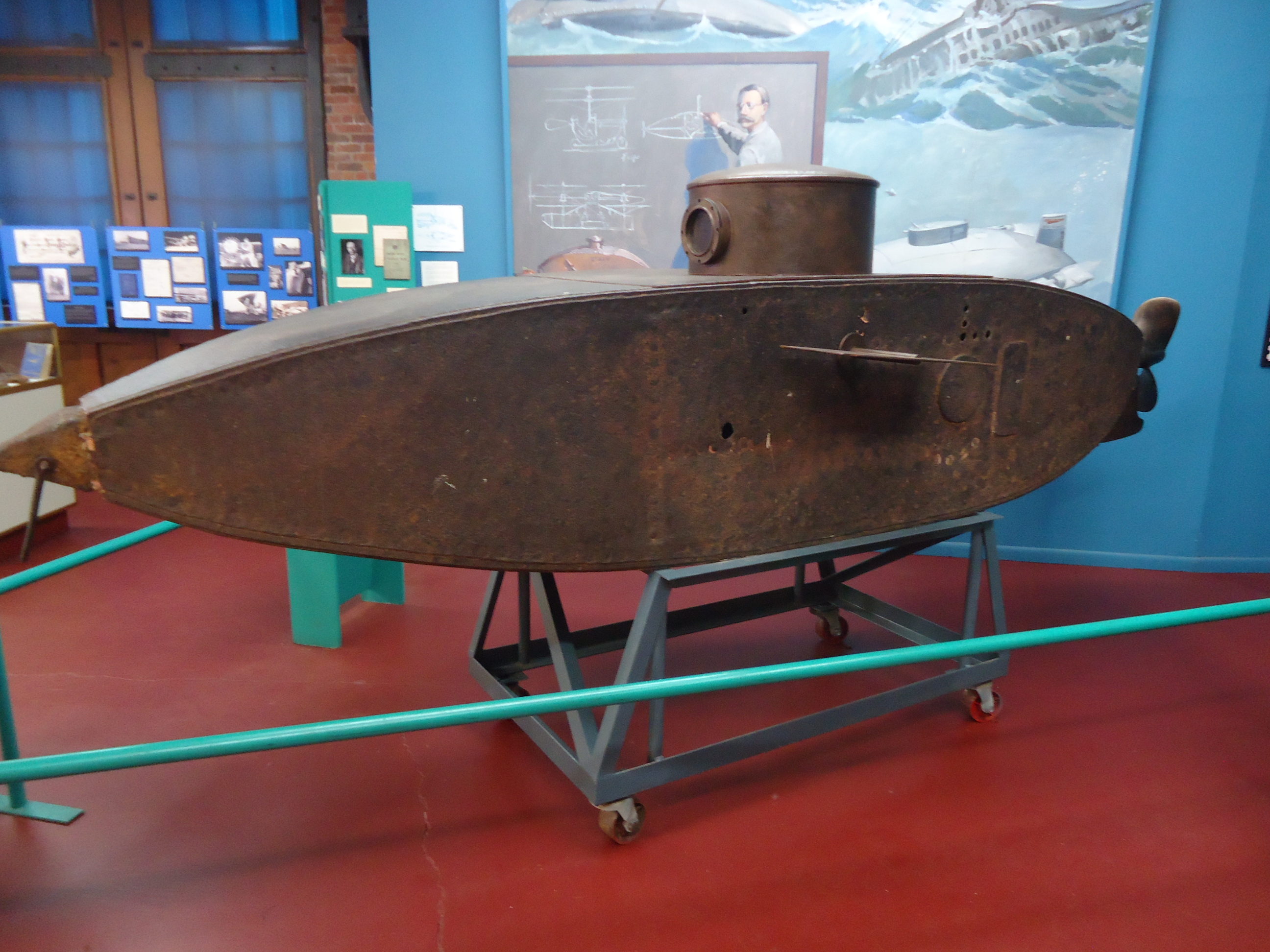
زیر دریایی هلند آی

هلند آی (به انگلیسی: Holland I) یک زیردریایی بود که طول آن ۱۴ فوت (۴٫۳ متر) بود. این زیردریایی در سال ۱۸۷۸ ساخته شد.